# Pontos extremos de Timor-Leste

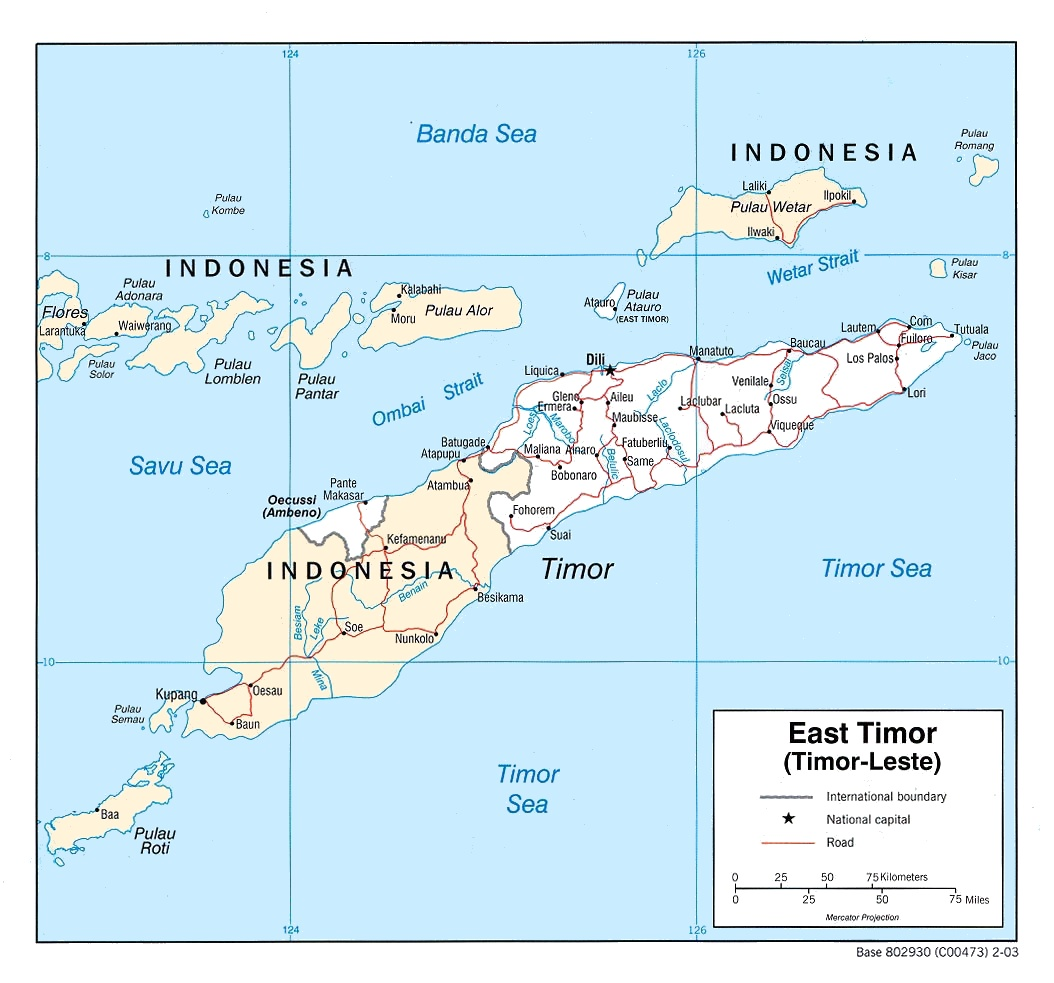
Mapa de Timor-Leste

Esta é a lista dos pontos extremos de Timor-Leste, os locais mais a norte, sul, leste e oeste do território timorense, e os extremos altimétricos.
- Ponto mais setentrional: Ponta Acrema, Ilha Ataúro (8° 07′ 37″ S, 125° 38′ 03″ L)
- Ponto mais meridional: Ponto mais a sul em Oecussi-Ambeno (9° 30′ 15″ S, 124° 17′ 14″ L)
- Ponto mais ocidental:  Ponto mais a oeste em Oecussi-Ambeno. É também o ponto mais ocidental de toda a Lusofonia(9° 20′ 24″ S, 124° 02′ 30″ L)
- Ponto mais oriental: Ilhéu Jaco (8° 26′ 05″ S, 127° 20′ 31″ L)

## Altitude
- Ponto mais alto: Foho Tatamailau, 2963 m
- Ponto mais baixo: Mar de Timor, Mar de Savu e Mar de Banda, 0 m